# Ready to Die
Ready to Die es el álbum de estudio de debut del rapero estadounidense The Notorious B.I.G., lanzado el 13 de septiembre de 1994 bajo los sellos discográficos Bad Boy Records y Arista Records. El primer disco del sello, muestra el sonido del productor y fundador de Bad Boy founder Sean "Puffy" Combs, así como de otros productores como Easy Mo Bee, Chucky Thompson, DJ Premier y Lord Finesse, entre otros. Las sesiones de grabación del álbum tuvieron lugar entre 1993 y 1994 en los estudios The Hit Factory y D&D Studios en Nueva York. Se trata de un álbum parcialmente autobiográfico, a través del cual The Notorious B.I.G. narra su experiencia vital como joven criminal, refiriéndose a sí mismo como "the black Frank White" (en castellano, "el Frank White negro"). 
Ready to Die es el único disco de estudio publicado por B.I.G. en vida. Fue asesinado solo días antes de la publicación de su segundo disco, Life After Death (1997).
La revista Rolling Stone colocó el álbum en el puesto #22 en su lista "500 Greatest Albums of All Time", #2 en "100 Best Albums of the 90's", y #23 en los 100 mejores álbumes debut de todos los tiempos.
En 2024 "Ready to Die " fue incluido en la Biblioteca del Congreso de Estados Unidos por ser «cultural, histórica o estéticamente significativo».

## Lista de canciones
1. Intro (Producido por Puff Daddy)
2. Things Done Changed (Producido por Darnell Scott)
3. Gimme the Loot (Producido por Easy Mo Bee)
4. Machine Gun Funk (Producido por Easy Mo Bee)
5. Warning (Producido por Easy Mo Bee)
6. Ready to Die (Producido por Easy Mo Bee)
7. One More Chance (Producido por Norman & Digga, Bluez Brothers, Carl Thompson & Puff Daddy)
8. Fuck Me (Interlude) (Producido por Puff Daddy)
9. The What (feat Method Man)(Producido por Easy Mo Bee)
10. Juicy (Producido por Jean Oliver & Puff Daddy)
11. Everyday Struggle (Producido por Norman & Digga & Bluez Brothers)
12. Me & My Bitch (Producido por Norman & Digga, Bluez Brothers, Carl Thompson & Puff Daddy)
13. Big Poppa (Producido por Carl Thompson & Puff Daddy)
14. Respect (Producido por Jean Oliver & Puff Daddy)
15. Friend of Mine (Producido por Easy Mo Bee)
16. Unbelievable (Producido por DJ Premier)
17. Suicidal Thoughts (Producido por Lord Finesse)

## Gráficos
Billboard (Norteamérica)
```
1994  Juicy/Unbelievable            The Billboard Hot 100               N.º 27
1994  Juicy/Unbelievable            Hot Rap Singles                     N.º 3
1994  Juicy/Unbelievable            Hot R&B/Hip-Hop Singles & Tracks    N.º 14
1994  Juicy                         Rhythmic Top 40                     N.º 36
1994  Juicy/Unbelievable            Hot Dance Music/Maxi-Singles Sales  N.º 1
1995  Big Poppa/Warning             The Billboard Hot 100               N.º 6
1995  One More Chance/Stay With Me  The Billboard Hot 100               N.º 2
1995  Big Poppa/Warning             Hot Rap Singles                     N.º 1
1995  One More Chance/Stay With Me  Hot Rap Singles                     N.º 1
1995  Big Poppa/Warning             Hot R&B/Hip-Hop Singles & Tracks    N.º 4
1995  One More Chance/Stay With Me  Hot R&B/Hip-Hop Singles & Tracks    N.º 1
1995  Big Poppa/Warning             Rhythmic Top 40                     N.º 12
1995  One More Chance/Stay With Me  Rhythmic Top 40                     N.º 7
1995  Big Poppa/Warning             Hot Dance Music/Maxi-Singles Sales  N.º 1
1995  One More Chance/Stay With Me  Hot Dance Music/Maxi-Singles Sales  N.º 1
```